# 6948 Gounelle
6948 Gounelle este un asteroid din centura principală, descoperit pe 2 martie 1981, de Schelte Bus.